# Porus'ja
La Porus'ja (in russo Порусья?) è un fiume della Russia europea nord-occidentale tributario di destra del fiume  Polist'. Scorre nell'oblast' di Novgorod. Appartiene al bacino del Mar Baltico.

## Descrizione
Il fiume scorre dalle paludi Rdejskoe, zona dichiarata riserva naturale da cui ha origine anche il fiume Red'ja. Per i primi chilometri il fiume è un piccolo corso d'acqua che si snoda tra le paludi nel territorio della riserva. Scorre principalmente verso nord-est, nei tratti inferiori verso nord. Uscendo dalle paludi la velocità della corrente aumenta e la larghezza del fiume raggiunge i 10-15 metri. Il canale è molto tortuoso, le sponde sono boscose. Dopo la confluenza del fiume Ljutaja, la larghezza del Porus'ja aumenta a 20-30 metri, la profondità è di 1,2-1,5 metri. Il corso del fiume corre parallelo al Polist' (a ovest) e al Lovat' (a est). Il Porus'ja ha una lunghezza di 142 km; l'area del suo bacino è di 1 030 km². Sfocia nel Polist' a 22 km dalla foce, nella città di Staraja Russa.
Più di quaranta insediamenti si trovano sul Porus'ja, il più grande dei quali è la città di Staraja Russa. Il fiume inoltre scorre a tre chilometri dal villaggio di Poddor'e, centro amministrativo del distretto Poddorsky.